# Xã 6, Quận Harper, Kansas
Xã 6 (tiếng Anh: Township 6) là một xã thuộc quận Harper, tiểu bang Kansas, Hoa Kỳ. Năm 2010, dân số của xã này là 282 người.